# Mona Kloos

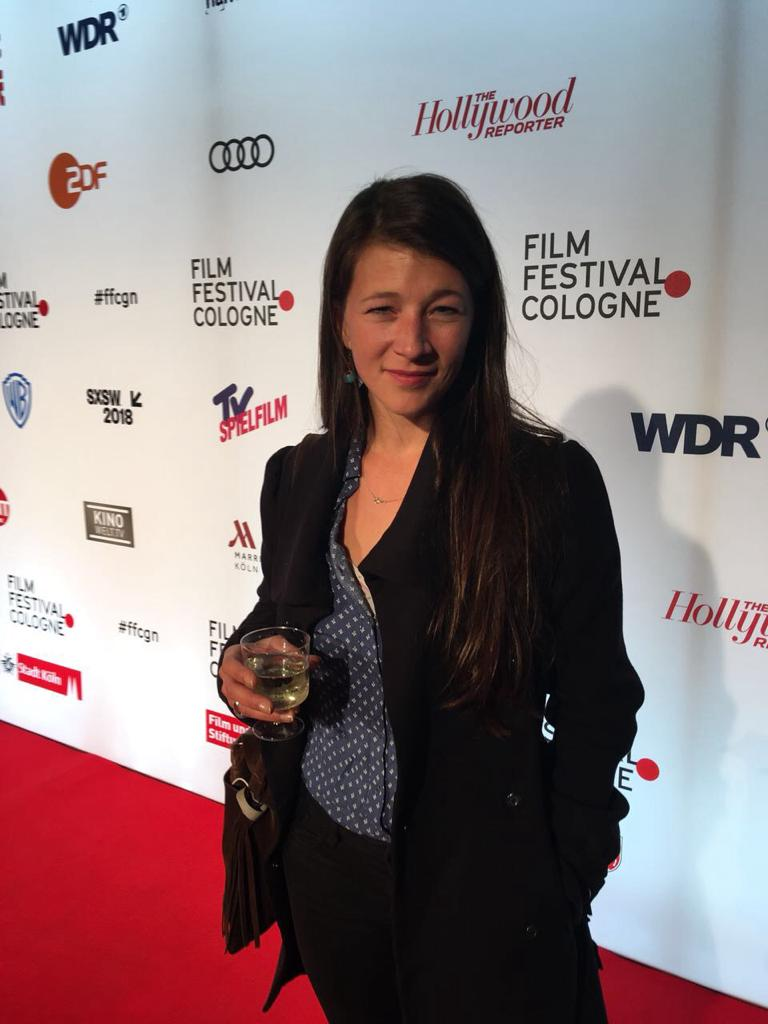
Film Festival Cologne (2019)

Mona Kloos (* 1983 in Bergisch Gladbach) ist eine deutsche Schauspielerin.

## Leben
Nach einer privaten Tanzausbildung in Leverkusen und Köln absolvierte sie von 2006 bis 2010 an der Folkwang Universität der Künste in Essen/Bochum ihre Schauspielausbildung. Bereits während ihres Studiums war sie als Schauspielerin am Schauspielhaus Bochum, Grillo-Theater Essen, Theater Aalen und an den Wuppertaler Bühnen zu Gast. Parallel choreographierte sie 2009 zusammen mit Suheyla Ferwer im Auftrag der LAG Tanz NRW den „Bolero auf Zeit“ in der Justizvollzugsanstalt Köln Ossendorf.
Ebenfalls 2009 wurde Mona Kloos mit dem Nachwuchspreis des Bundesministeriums für ihre Rolle der Inés in Sartres „Geschlossene Gesellschaft“ beim Theatertreffen deutscher Schauspielstudierender in Zürich ausgezeichnet.
Von 2010 bis 2015 gehörte sie zum Ensemble des Konzerttheaters Bern und spielte dort u. a. Ophelia in „Hamlet“,  Lily Link in „Trilogie der Träumer“,  Isabella in „Maß für Maß“, Regan in „King Lear“ und Andromaché und König Priamos in „Die Ilias“. Ebenfalls war sie auch als Tänzerin in spartenübergreifenden Produktionen zu sehen.
Seit 2015 arbeitete sie freischaffend u. a. am Düsseldorfer Schauspielhaus und am Staatstheater Darmstadt und spielte in der Arte-ZDF-Produktion „Ein Kind wird gesucht“ unter der Regie von Urs Egger und im Dortmunder ARD-Tatort „Zorn“ (AT) unter der Regie von Andreas Herzog.
Sie lebt in Berlin.

## Theaterrollen (Auswahl)
- 2008: Grillo-Theater Essen, Pinguin,  An der Arche um Acht, Regie: Katja Lillih Leinenweber
- 2009: Wuppertaler Bühnen, Asyrte, Jona, Regie: Marc Pommerening
- 2010: Schauspielhaus Bochum, Mascha, Chor Marigold, Regie: Burghart Klaussner
- 2010: Stadttheater Bern, Lotte, Werther, Regie: Max Merker
- 2011: Stadttheater Bern, Ophelia, Hamlet, Regie: Erich Sidler
- 2011: Stadttheater Bern, Am Ende des Regens, Gabrielle, Regie: Elias Perrig
- 2012: Stadttheater Bern, Frau, Augen:Blicke, Regie: Bernhard Mikeska
- 2012: Konzerttheater Bern, Lily Link, Nele, Trilogie der Träumer, Regie: Jan-Christoph Gockel
- 2013: Konzerttheater Bern, Isabella, Maß für Maß, Regie: Markus Bothe
- 2013: Konzerttheater Bern / Royal Opera House London, Linbury Theatre, Anna Miggeli, Witch hunt, Choreographie: Cathy Marston
- 2013: Konzerttheater Bern, Regan, King Lear, Regie: Lisa Nielebock
- 2014: Konzerttheater Bern, Colomba, Volpone oder der Fuchs,  Regie: Claudia Bauer
- 2014: Konzerttheater Bern, Andromaché, König Priamos, Die ILIAS, Regie: Volker Hesse
- 2015: Konzerttheater Bern, Heidi, Seymour, Regie: Dominic Friedel
- 2015: Konzerttheater Bern, Adela, Das brennende Haus, Regie: Maricel Álvarez & Emilio García Wehbi
- 2016: Schauspielhaus Düsseldorf, Dockdaisy, Betty Dullfeet, Der aufhaltsame Aufstieg des Arturo Ui Regie: Volker Hesse
- 2018: Theater Paderborn, Doktorin, Andorra, Regie: Tim Egloff.
- 2018: Staatstheater Darmstadt, Liz Norton, 2666, Regie: Claudia Bossard
- 2019: Theater Stok, Zürich, Erika, Das Leben ein Traum, Regie: Gustav Rueb
- 2020: Staatstheater Kassel, Welcome to Paradise Lost (UA), Choreografie
- 2021: Staatstheater Darmstadt, Olga (Narr), Königin Lear, Regie: Gustav Rueb
- 2022: Schauspiel Wuppertal, Helena, Sommernachtstraum, Regie: Maja Delinić
- 2023: Staatstheater Darmstadt, Julia, 1984, Regie: Jörg Wesemüller
- 2024: Staatstheater Darmstadt, Performerin, Butch Position, Regie: Sascha Malina Hoffmann
- 2024: Theater Ingolstadt, Saraswati, Identitti von Mithu Sanyal, Regie: Atif Mohammed Nour Hussein

## Filmografie (Auswahl)
- 2007: Nie sind wir zu zweit (Kurzfilm)
- 2008: Kaugummiautomat (Kurzfilm)
- 2010: Folie á deux (Kurzfilm)
- 2015: He sö kherö (Animationsfilm/Synchron)
- 2017: Ein Kind wird gesucht (Arte, ZDF-Spielfilm)
- 2018: Klausentreiben (Mittellanger Spielfilm)
- 2019: Tatort: Zorn
- 2019: PS: Ich liebe euch (Kurzfilm)
- 2020: Zwanzig Jahre (Abschlussfilm)
- 2023: Kirschen essen - Cherry On Top (Spielfilm) Filmakademie Baden-Württemberg

## Auszeichnungen
- 2009: Nachwuchspreis des Bundesministeriums für Bildung und Forschung für die Rolle der Inés in Sartres „Geschlossene Gesellschaft“ beim Theatertreffen deutschsprachiger Schauspielschulen Zürich
- 2016: Stipendium „Internationales Forum junger Theatermacher“, Theatertreffen 2016 der Berliner Festspiele